# Oriolus decipiens
Espèce
Oriolus decipiens est une espèce d'oiseaux, des loriots, appartenant à la famille des Oriolidae.

## Systématique
Auparavant, cette espèce était considérée comme une sous-espèce du Loriot de Buru (Oriolus bouroensis) par le Congrès ornithologique international. Elle est toujours considérée ainsi par d'autres autorités taxinomiques.

## Répartition
Cette espèce est endémique de l'archipel des Tanimbar dans les Moluques en Indonésie.

## Publication originale
- Sclater, 1883 : Additional notes on birds collected in the Timor-laut or Tenimber Group of islands by Mr. Henry O. Forbes. Proceedings of the Zoological Society of London, vol. 1883, p. 194-200.